# Anthias retourné
Odontanthias borbonius
Espèce
Synonymes
- Anthias borbonicus (Valenciennes, 1828)[1]
- Anthias borbonius (Valenciennes, 1828)[1]
- Anthias ornatus Fourmanoir, 1955[1]
- Aylopon mauritianus Guichenot, 1868[1]
- Holanthias borbonicus (Valenciennes, 1828)[1]
- Holanthias borbonius (Valenciennes, 1828)[1]
- Odontanthias borbonicus Bleeler & Pollen, 1875[1]
- Serranus borbonius Valenciennes, 1828[1]
- Serranus delissii Bennett, 1831[1]

Statut de conservation UICN

 LC  : Préoccupation mineure
L'Anthias retourné (Odontanthias borbonius) est une espèce de poissons perciformes de la famille des Serranidae.

## Répartition
Le poisson Odontanthias borbonius est un anthias dont la répartition géographique est très vaste, puisqu'il occupe tout la zone nord-équatoriale de l'Indo-Pacifique, depuis l'Afrique du Sud au point le plus au sud-est jusqu'au Japon pour le plus au nord-ouest. 
Il est également présent dans toute l'Indonésie, l'Australie ouest, etc. Toutefois, provenant d'eaux très profondes (70 à 300 mètres), les mâles solitaires évoluent tous dans la zone en dessous de 100 mètres) ; ils sont rarement visibles.

## Vie sociale
Les anthias vivent souvent, ventre vers le haut, sous des surplombs, cachant ainsi leurs plus belles couleurs ; cela leur vaut le nom commun d'Anthias retournés. De fait, on ne les voit pas fréquemment dans le commerce aquariophile. 
En journée, ils restent discrets, fuyant la lumière vive.